# Lodoïska
Lodoïska – komedia heroiczna autorstwa Luigiego Cherubiniego, w trzech aktach, do której libretto napisał Claude-François Fillette-Loraux. Jej prapremiera miała miejsce w Paryżu 18 lipca 1791 roku, zaś premiera polska w Warszawie w 1804 roku.

## Osoby
- Lodoïska – sopran
- Lysinka (Prakseda), jej piastunka i powiernica – mezzosopran
- Floreski (Sobiesław), rotmistrz pancerny – tenor
- Varbel (Baltazar), jego sługa – baryton
- Dourlinski (Odrowąż), pan obronnego zamku – bas
- Altamoras (Burzywoj), jego giermek – bas
- Titzikan, wódz Tatarów – tenor
- żołnierze Dourlinskiego, Tatarzy[1].

## Treść
Akcja opery rozgrywa się w XVII wieku na wschodniej granicy Polski. Głównym bohaterem opery jest hrabia Floreski, który wraz ze służącym Varbelem poszukuje ukochanej Lodoïski, jak podejrzewają – uwięzionej przez tyrana Dourlinskiego w jego twierdzy.
Opera kończy się niemalże wagnerowską zagładą – zamek, w którym więziona jest Lodoïska płonie doszczętnie obracając się w ruinę, lecz Lodoïska zostaje cudownie uratowana w ostatniej chwili przez jej ukochanego.